# Lista edytorów grafiki rastrowej
Poniższa lista przedstawia zestawienie programów komputerowych służących do edycji grafiki rastrowej.
| Zamknięte oprogramowanie | Zamknięte oprogramowanie | Wolne oprogramowanie | |
| Komercyjne | Freeware | Wolne oprogramowanie | |
| --- | --- | --- | --- |
| \| \| - Ability Photopaint - ACD Canvas (dawniej Deneba Canvas) - Adobe Fireworks - Adobe Photoshop - Adobe Photoshop Lightroom - Adobe Photoshop Elements - Autodesk SketchBook Pro - Aperture - ArtRage - Bibble - CodedColor - Corel Painter - Corel Painter Essentials - Corel PaintShop Pro - Corel Photo-Paint - cosmigo Pro Motion \| - Color It! - ERDAS IMAGINE - GraphicConverter - Helicon Filter - LiveQuartz - LView Pro - Manga Studio - Microsoft Office Picture Manager - Microsoft Paint - Naked light - NeoPaint - OpenCanvas - Photogenics - PhotoLine - Photo Mechanic \| - PhotoPerfect - PicMaster - Pictor Paint - PixBuilder Photo Editor - Pixel (dawniej Pixel32) - Pixelmator - Portrait Professional - Project Dogwaffle - QFX - Serif Photoplus - TVPaint - TwistedBrush Pro Studio - HDR PhotoStudio - Ulead PhotoImpact - Ultimate Paint - Zoner Photo Studio \| | - ArtRage Starter Edition - Artweaver - Brush Strokes Image Editor - Chasys Draw IES - FastStone Image Viewer - Fatpaint - Fotografix - IrfanView - Paint.NET - Picasa - Picnik - Pixia - Project Dogwaffle 1.2 Free Version - TwistedBrush Open Studio - Xnview                                                                    | - CinePaint - DigiKam - GIMP - GimPhoto - GIMPshop - GNU Paint - GrafX2 - GraphicsMagick - ImageJ - ImageMagick - KolourPaint - Krita - LiveQuartz - MyPaint - Paint Tool SAI - Pencil - Pinta - Pixen - Rawstudio - RawTherapee - Seashore - Shotwell - Tile Studio - Tux Paint - UFRaw - XPaint | |
| | - Ability Photopaint - ACD Canvas (dawniej Deneba Canvas) - Adobe Fireworks - Adobe Photoshop - Adobe Photoshop Lightroom - Adobe Photoshop Elements - Autodesk SketchBook Pro - Aperture - ArtRage - Bibble - CodedColor - Corel Painter - Corel Painter Essentials - Corel PaintShop Pro - Corel Photo-Paint - cosmigo Pro Motion | - Color It! - ERDAS IMAGINE - GraphicConverter - Helicon Filter - LiveQuartz - LView Pro - Manga Studio - Microsoft Office Picture Manager - Microsoft Paint - Naked light - NeoPaint - OpenCanvas - Photogenics - PhotoLine - Photo Mechanic                                                     | - PhotoPerfect - PicMaster - Pictor Paint - PixBuilder Photo Editor - Pixel (dawniej Pixel32) - Pixelmator - Portrait Professional - Project Dogwaffle - QFX - Serif Photoplus - TVPaint - TwistedBrush Pro Studio - HDR PhotoStudio - Ulead PhotoImpact - Ultimate Paint - Zoner Photo Studio |

| \| \| - Adobe PhotoDeluxe - Aldus PhotoStyler - Barco Creator - Brilliance - Deluxe Paint - Deluxe Paint Animation \| - Kid Pix - KoalaPainter - MacPaint - Microsoft Digital Image (dawniej Microsoft Picture It!) \| - Microsoft Photo Editor - NeoChrome - PC Paintbrush - PCPaint - Photofinish - Photon Paint - Quantel Paintbox - SuperPaint (Macintosh) - xRes \| \| | |                                                                                               | |  |
| | - Adobe PhotoDeluxe - Aldus PhotoStyler - Barco Creator - Brilliance - Deluxe Paint - Deluxe Paint Animation | - Kid Pix - KoalaPainter - MacPaint - Microsoft Digital Image (dawniej Microsoft Picture It!) | - Microsoft Photo Editor - NeoChrome - PC Paintbrush - PCPaint - Photofinish - Photon Paint - Quantel Paintbox - SuperPaint (Macintosh) - xRes |  |